# Oh World
Oh World, uscito nel 1989, è l'album del debutto solista di Paul Rutherford, cantante accompagnatore dei Frankie Goes to Hollywood.

## Storia
Dopo lo scioglimento dei Frankie Goes to Hollywood nel 1987, Rutherford cominciò a collaborare, per il suo album di debutto da solista, con due team di produzione: Dave Clayton e Joe Dworniak da un lato e Martin Fry e Mark White degli ABC dall'altro. L'album uscì nel 1989 e da esso vennero tratti tre singoli, il primo e principale dei quali, Get Real, pur censurato dalla BBC, raggiunse il 47º posto in classifica nel Regno Unito. Il secondo singolo fu una cover di I Want Your Love degli Chic (hit del 1979) e raggiunse la posizione numero 82. Il terzo e ultimo singolo tratto dall'album fu la title track Oh World che raggiunse il 61º posto. Tuttavia, a causa della censura della BBC su Get Real e del deludente andamento dei tre singoli nella classifica inglese, l'album non fu mai distribuito in Inghilterra, preferendo una distribuzione europea e una americana. Oh World si rivelò essere l'unico album solista di Rutherford, che poco dopo uscì di scena.
Il 24 marzo 2013 Penny Black Music pubblicò un'intervista con Rutherford.
Rutherford: No, non ne provo. All'epoca stavo affrontando un periodo di grandi difficoltà personali. Il mio partner morì mentre io stavo pianificando la mia carriera da solista, così io per un periodo sparì perché pensavo che così fosse più importante per lui. Morì di complicazioni legate all'AIDS. Fu veramente difficile da affrontare e mi ci sono voluti cinque anni della mia vita. Registrai l'album Oh World nel mezzo di tutto questo, quindi quando lo ascoltate adesso potete capire da dove proviene buona parte di quella musica. Non mi mostravo molto in giro e la casa discografica cominciò ad essere veramente delusa di me. Passavo molto tempo negli ospedali e per me era semplicemente troppo. C'erano altre cose più importanti che stavano accadendo, che davvero non vi posso raccontare ma di cui loro erano al corrente. Avevo la sensazione di sprecare il loro tempo, il mio tempo ma soprattutto il tempo del mio partner, che era la cosa più preziosa di tutte. Ma alcune persone non sono in grado di gestire situazioni del genere. Oggi comunque la vedo come fosse stato una specie di dono: ho fatto un salto in avanti. All'epoca mi impegnai moltissimo per i diritti degli omosessuali. Quindi oggi la posso vedere come una cosa positiva. Ha fatto di me una persona migliore. Credo.»
Alla domanda se avesse lavorato a del materiale musicale recentemente, Rutherdord affermò:
Waller ha infine chiesto se era previsto un termine temporale per il progetto. Rutherford ha risposto:

## Pubblicazione
L'album fu pubblicato su vinile, musicassette e CD da Island Records e 4th & Broadway in Europa, Canada e Stati Uniti.[6] Nel 2011 l'album è stato ampliato e rimasterizzato da Cherry Pop, e grazie a questa nuova versione, per la prima volta, l'album fu distribuito sul mercato inglese. Composto da due dischi, include i remix degli A-Side, dei B-Sides, dei remix 12" e tracce promozionali mai pubblicate, nonché molti remix d'autore di artisti come Arthur Baker e David Morales.[7][8]

## Tracce
1. Oh World – 6:53 (David Clayton, Paul Rutherford)
2. Deep at the Centre – 4:58 (Clayton, Joe Dworniak, Rutherford)
3. Who Said It Was Easy – 5:10 (Clayton, Dworniak, Rutherford)
4. The Gospel Truth – 5:54 (Clayton, Rutherford)
5. Light – 1:13 (Clayton, Rutherford)
6. Get Real – 3:35 (Clayton, Mark White, Martin Fry, Rutherford)
7. Cracked Wide Open – 6:30 (Clayton, White, Fry, Rutherford)
8. I Want Your Love – 4:18 (Bernard Edwards, Nile Rodgers)
9. Catch a Falling Star – 6:28 (Clayton, Rutherford)
10. Half the Picture – 4:55 (Clayton, Rutherford)

### 2011 Cherry Pop remaster bonus tracks (disco uno)
1. I Want Your Love (Radio Mix) – 3:49
2. Oh World (Original 7" Mix) – 3:55
3. Happy Face – 6:50
4. Pushed Away – 5:16
5. Seduction (Edit) – 4:22

### 2011 Cherry Pop remaster bonus tracks (disco due)
1. Get Real (Happy House Remix) – 6:17
2. I Want Your Love (Extended Mix) – 6:20
3. I Want Your L.U.R.V.E. – 5:00
4. Oh World (Extended Mix) – 4:51
5. Oh World (Instrumental) – 5:45
6. Get Real (Hardcore) – 5:45
7. Get Real (Sinister) – 5:45
8. Get Real (Don't Let 'Em Dub You Down - Early Fade) – 5:45
9. I Want Your Love (Arthur Baker Remix) – 5:45
10. Oh World (Universal Mix) – 5:45
11. Oh World (Delirium Dub - Early Fade) – 5:45

### Singoli
1. "Get Real" (#47 UK)
2. "I Want Your Love" (#82 UK)
3. "Oh World" (#61 UK)

## Musicisti
- Paul Rutherford - Canto, Tastiere(nelle tracce 5,6,7,8)
- Joe Dworniak - Produttore (eccetto le tracce 5-8)
- Dave Clayton - Produttore (eccetto le tracce 6-8)
- Martin Fry - Produttore(tracce 6,7,8)
- Mark White - Produttore (tracce 6,7,8)
- Blair Cunningham - Batteria(traccia 4)